# Stensträng
Als Stensträng (deutsch Steinspur, Steinkette, Steinband oder Steinstrang) bezeichnet man Funde von alten, mit Natursteinen gebildeten Wegen, die in Schweden in Östergötland, auf Öland, auf Gotland und im südlichen Uppland, aber auch in anderen Teilen Schwedens vorkommen. 
Dies sind eigentlich verfallene Steinzäune oder Mauern, die ursprünglich eine Höhe von 80 bis 90 cm hatten.  In vielen Fällen waren die verfallenen Mauern alleine nicht hoch genug, um als Abgrenzung zu funktionieren, aber sie waren möglicherweise das Fundament für Holzzäune. Die Mauern waren Grenzen zwischen Weiden und Äckern, mit Viehwegen, die von den außenliegenden Weiden zu den Höfen führten.  Mindestens auf Öland gibt es große Gebiete, die mehrere Höfe umfassten und deren Stensträngsystem komplett erhalten ist.  Es ist wahrscheinlich, dass der Ursprung in der in etwa mit der römischen Kaiserzeit zusammenfallenden, in Nordeuropa geltenden römischen Eisenzeit und Völkerwanderungszeit (0–550 n. Chr.) lag.